# آندری کوزنتسوف (تنیس‌باز)
 آندری کوزنتسوف (روسی: Андре́й Алекса́ндрович Кузнецо́в؛ زادهٔ ۲۲ فوریهٔ ۱۹۹۱) یک تنیس‌باز اهل روسیه است.